# Macaca libyca
Macaca libyca es una especie extinta de primate catarrino de la familia Cercopithecidae que vivió al final del Mioceno en la zona de Uadi Natrun, Egipto.